# Alexander Lippisch

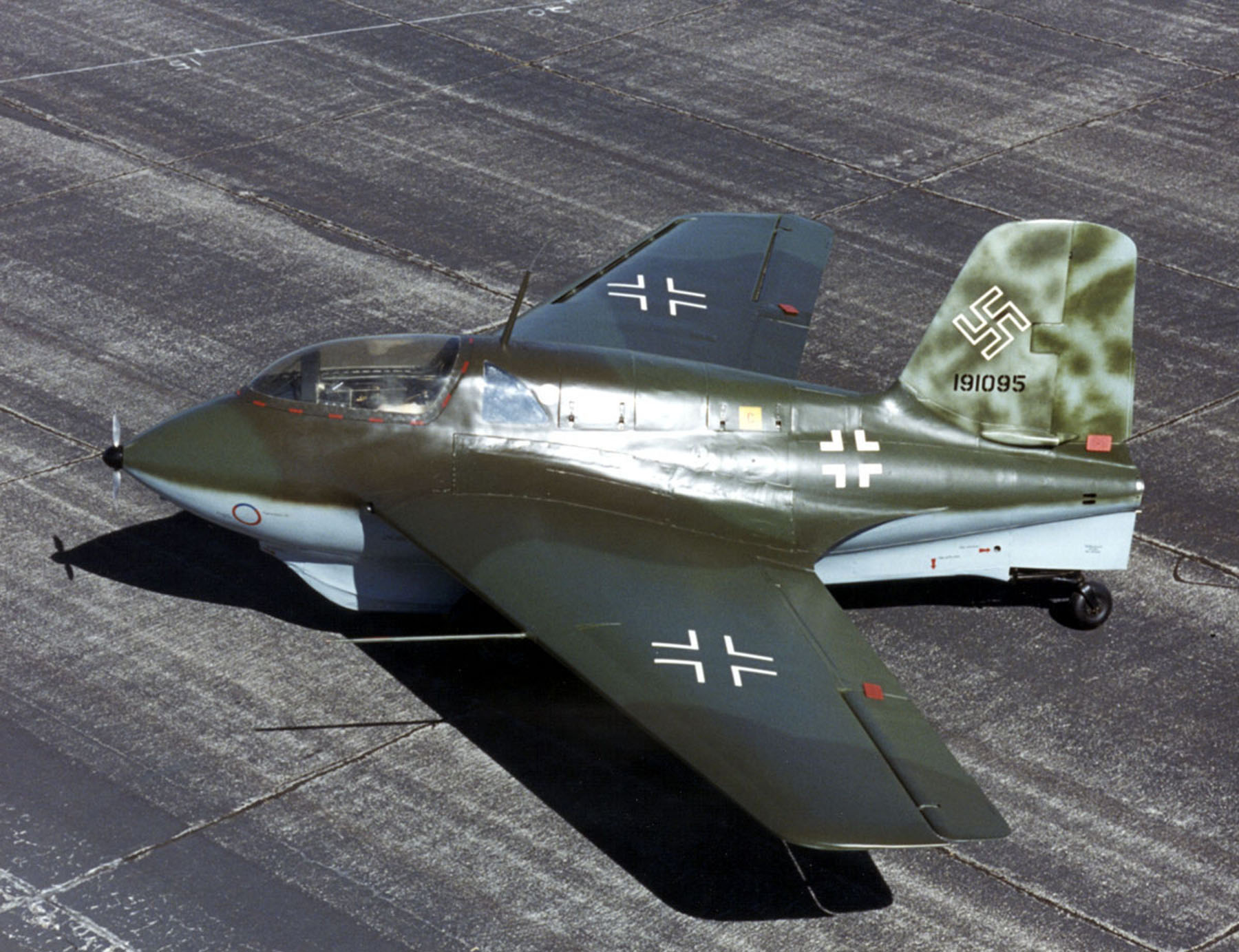
Messerschmitt Me 163 från 1943/44 på National Museum of the United States Air Force

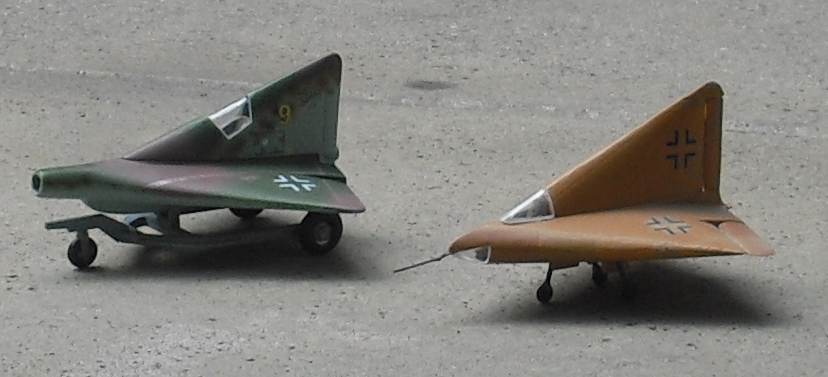
Lippisch konstruktioner från 1944/45; P13a (vänster) på startbil och DM-1 (höger). (Foto av modeller)

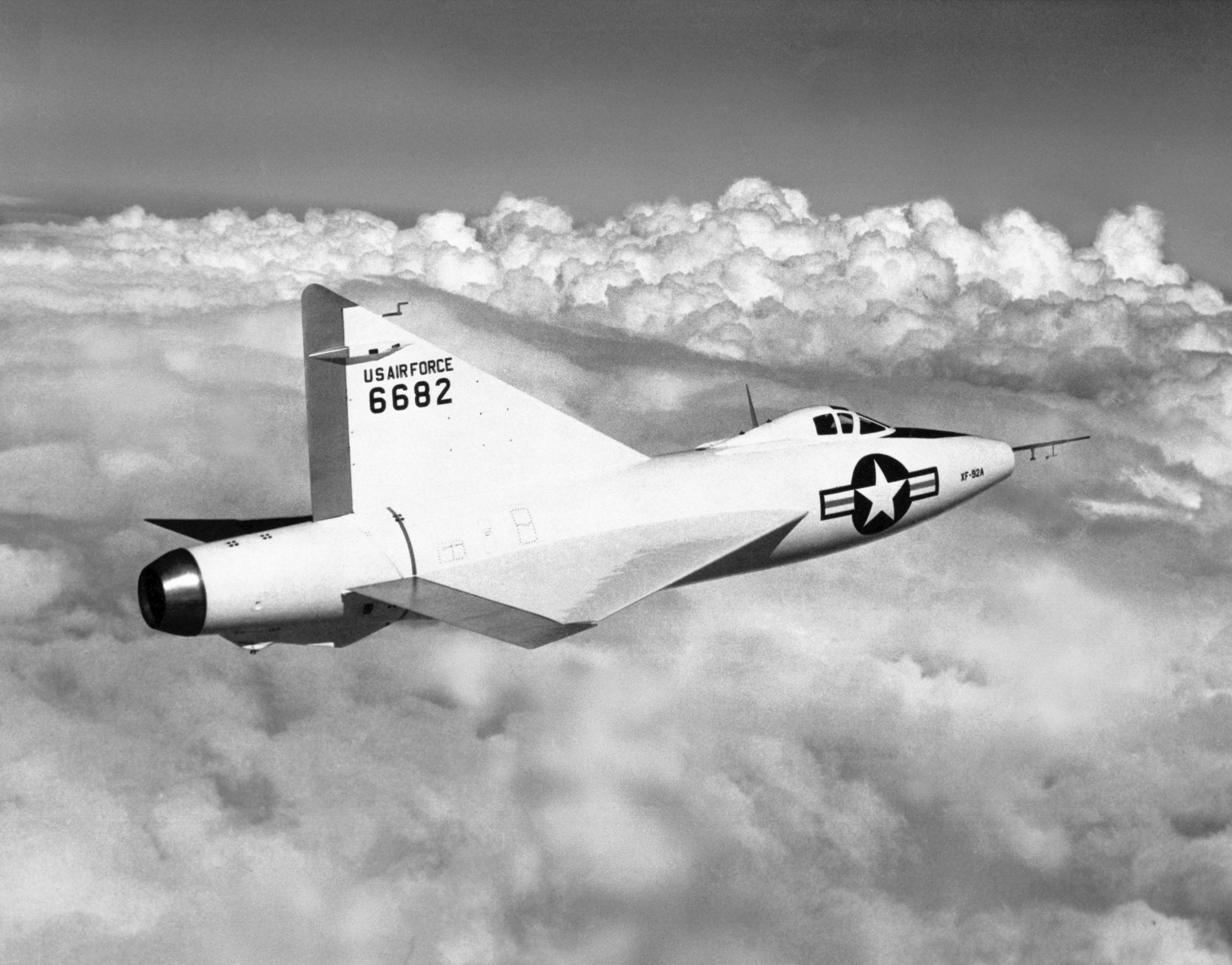
Convair XF-92A 1953 under flygning

Alexander Martin Lippisch född 2 november 1894 i München, Tyskland, död 11 februari 1976 i Cedar Rapids, Iowa, USA, var en tysk flygplanskonstuktör och pionjär inom utforskandet av aerodynamiken. Han utvecklade och fick alla koncept med deltavinge att praktiskt fungera såsom i överljudsdeltavingestridsflygplan såväl dom segelflygplan och hängglidare. Hans mest berömda konstruktion är Messerschmitt Me 163.
Lippischs flygintresse väcktes i samband med Orville Wrights flyguppvisning över Tempelhof i Berlin september 1909. När första världskriget bröt ut blev han inkallad till tyska armén, där han fick tjänstgöra med flygfotografering och luftspaning. 

## Karriär
Efter första världskigets slut sökte Lippisch sig till Luftschiffbau Zeppelin och det var nu han började forska på stjärtlösa flygplan. Hans första konstruktion segelflygplanet Lippisch-Espenlaub E-2 byggdes av Gottlob Espenlaub 1921. Flygplanet väckte uppmärksamhet och kom att följas av ett femtiotal konstruktioner under 1920 och 1930-talen. Lippischs framgångar som konstruktör innebar att han tillfrågades om att bli chef för forskningsgruppen om segelflyg Rhön-Rossitten Gesellschaft (RRG). 
Bland konstruktionerna märks en serie stjärtlösa segelflygplan från Storch I - Storch IX 1927-33. Dessa flygplan utvecklades till de flygande vingarna Delta I – Delta V 1931-39. Rhön-Rossitten Gesellschaft ombildades 1933 till Deutsche Forschungsanstalt für Segelflug (DFS, Tyska institutet för segelflygning) varför Delta IV och Delta V gavs namnen DFS 39 respektive DFS 40. 
Våren 1939 flyttade Reichsluftfahrtsministerium Lippisch och hans medarbetare till Messerschmitts konstruktionsavdelning i Augsburg för att arbeta fram ett raketdrivet jaktflygplan till Hellmuth Walters raketmotor. För att spara tid använde man segelflygplanet DFS 194, som modifierades till raketdrift. Den första lyckade flygningen genomfördes tidigt 1940, och flygplanet blev föregångare till Messerschmitt Me 163 Komet. Flygplanet visade sig trots hög toppfart och goda flygegenskaper inte duga till att bli ett bra krigsflygplan, då det inte kunde medföra bränsle för längre uppdrag. 
Arbetet med Kometen ledde till slitningar mellan Messerschmitt och Lippisch (Lippisch inte ville ha stjärtvingar då de gjorde luftmotstånd och hindrade prestanda), varför han 1943 sökte sig till Luftfahrtforschungsanstalt Wien (LFW) i Wiener Neustadt Österrike, där han skulle forska i praktisk tillämpbarhet med flygning med deltavinge i hög fart. Samma år blev han hedersdoktor vid universitetet i Heidelberg. Med sig till projektet fick han matematikern Hermann Behrbohm på halvtid som fortsatte på halvtid för Messerschmitt i Oberammergau  (som efter bombningar av Augsburg april 1944 flyttadet utvecklingsverksamheten till dit i underjordiska anläggningar i berget på Oberbayerische Forschungsanstalt).
Vindtunnelförsök 1939 hade visat att deltaformade var optimala vid farter över 1000 km/h och Lippisch arbetade på konstruktion Lippisch P.13a om skulle drivas med en 
ramjetmotor. När freden kom var man långt ifrån färdiga. Ett glidflygplan med deltavingar DM-1 var byggt, men ingen provflygning var inledd.
Efter kriget erbjöds Lippisch att komma till USA, och Convair som arbetade framtagandet av F-92, ett flygplan som drevs av en hybridkonfiguration med raket och jetmotor, anlitade honom för att komma åt hans kunskaper om aerodynamiken runt deltavingar. Åren 1950-1964 arbetade Lippisch vid Collins Radio Companys flygavdelning i Cedar Rapids, Iowa. Det var här han forskade och konstruerade flygplan som kunde utnyttja markeffekten. Resultatet blev flygplan med VTOL-egenskaper. Han startade sitt eget forskningsföretag 1966 Lippisch Research Corporation, där han producerade några prototyper med VTOL-egenskaper.

### Betydelsen för deltavinge- och överljuds-flygkoncept
Lippisch deltavingekoncept visade sig vara mycket stabilt och effektivt vid överljudshastighet. Även om deltavinge-jaktplanet Lippisch P.13a aldrig flög, hade det och Lippischs andra arbeten under andra världskriget stor betydelse för den fortsatta utvecklingen av deltavinge-jaktflygplan med överljudskapacitet, såsom Saab 35 Draken, Saab 37 Viggen, Convair F-102 Delta Dagger och Dassault Mirage III.

## Några av Lippischs konstruktioner
- 1928 - Lippisch Ente, raketflygplan som drevs av svartkrut
- 1932 - Grüne Post, ett övningssegelflygplan.
- Lippisch P.01-111, framtagen som en ersättare till Messerschmitt Me 163 Komet.
- Lippisch Li P.04-106, ett stjärtlöst flygplan i tävling mot Messerschmitt Me 329
- Lippisch P.11, konstruerad som mottävlare till Horten Ho IX.
- Lippisch P.13a, ett deltavingat ramjetdrivet jaktflygplan.